# Nicky Hofs
Nicky Hofs (* 17. května 1983, Arnhem, Nizozemsko) je bývalý nizozemský fotbalový záložník a reprezentant, který většinu své kariéry strávil v nizozemském klubu Vitesse.

## Reprezentační kariéra
Nicky Hofs byl členem nizozemských mládežnických výběrů. Zúčastnil se Mistrovství Evropy hráčů do 21 let 2006 v Portugalsku, kde mladí Nizozemci vybojovali svůj první titul v této věkové kategorii, když porazili ve finále Ukrajinu 3:0. Na turnaji vstřelil dva góly v semifinále proti Francii (výhra 3:2 po prodloužení) a jeden ve finále. Byl druhým nejlepším nizozemským střelcem na turnaji, před ním se umístil pouze Klaas-Jan Huntelaar se 4 góly.
V nizozemském reprezentačním A-mužstvu debutoval v přátelském zápase proti Ekvádoru 1. března 2006 (výhra 1:0). Dostal se na hřiště v průběhu druhého poločasu.